# Station Mariënberg
Station Mariënberg is het station van de gelijknamige plaats Mariënberg in de provincie Overijssel. Het stationsgebouw is geopend op 1 februari 1905 en gelegen aan de spoorlijnen Zwolle - Emmen (geopend 1903-1905) en Mariënberg - Almelo (geopend op 1 oktober 1906).
Het station is gebouwd in opdracht van de NOLS die onder andere de spoorlijnen Zwolle – Stadskanaal en Mariënberg – Almelo heeft laten aanleggen, en er tot 1938 de eigenaar van was. Het is, evenals alle andere NOLS-stations, een ontwerp van Eduard Cuypers. Volgens de indeling van de NOLS is dit een station tweede klasse.
De bijbehorende locomotievenloods is in 1930 afgebroken. Van 1932 tot 1959 heeft de coöperatieve Landbouwvereniging een spooraansluiting gehad. Het goederenvervoer van en naar dit station is op 10 januari 1966 beëindigd.
Het stationsgebouw is in 2001 door de Nederlandse Spoorwegen verkocht waarna er een horecagelegenheid in werd gevestigd.

## Boeken
- 'Eduard Cuypers, Leven & Werk en hoe hij verdween uit onze architectuurgeschiedenis', Obbe H. Norbruis (2025) LM Publishers.

## Treinverbindingen
| Serie       | Treinsoort         | Route                            | Bijzonderheden                                                                         |
| ----------- | ------------------ | -------------------------------- | -------------------------------------------------------------------------------------- |
| 3800 RE 20  | Sneltrein (Arriva) | Zwolle – Mariënberg – Emmen      | Onderdeel van Blauwnet. 1x per uur.                                                    |
| 8000 RS 20  | Stoptrein (Arriva) | Zwolle – Mariënberg – Emmen      | Onderdeel van Blauwnet. 1x per uur.                                                    |
| 31000 RS 21 | Stoptrein (Arriva) | Almelo – Mariënberg – Hardenberg | Onderdeel van Blauwnet. 1x per uur, 2x per uur in de brede spits en op zaterdagmiddag. |

De laatste stoptrein vanuit Almelo richting Hardenberg rijdt 's avonds laat niet verder dan Mariënberg.

## Perrons en sporen
- Perron 1
  - Spoor 1: Stop- en sneltrein naar Zwolle.
- Perron 2
  - Spoor 2: Stop- en sneltrein naar Emmen.
  - Spoor 3: Stoptrein naar Almelo.---- Stoptrein naar Hardenberg.

## Afbeeldingen

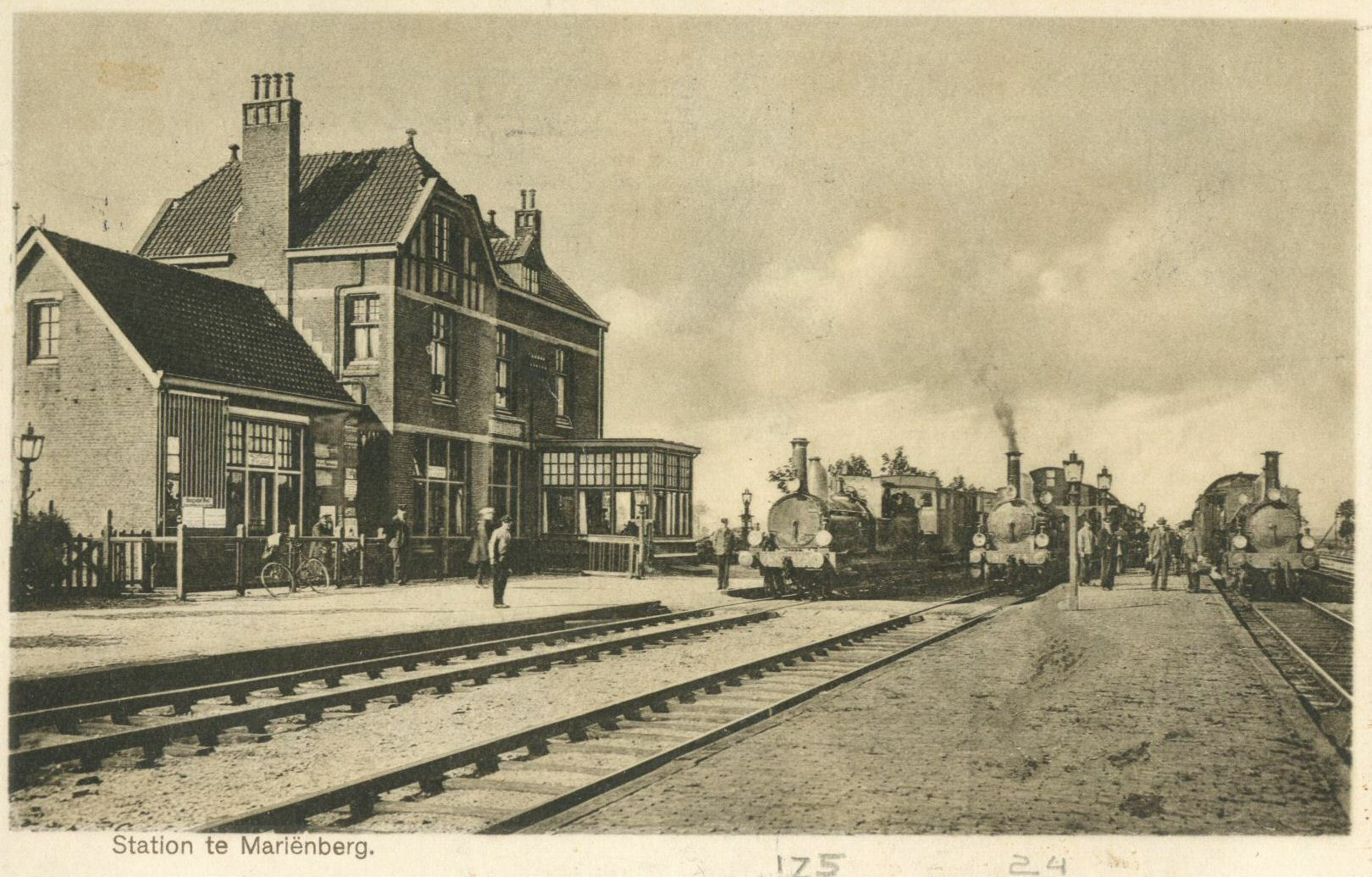
Station rond 1920-1935
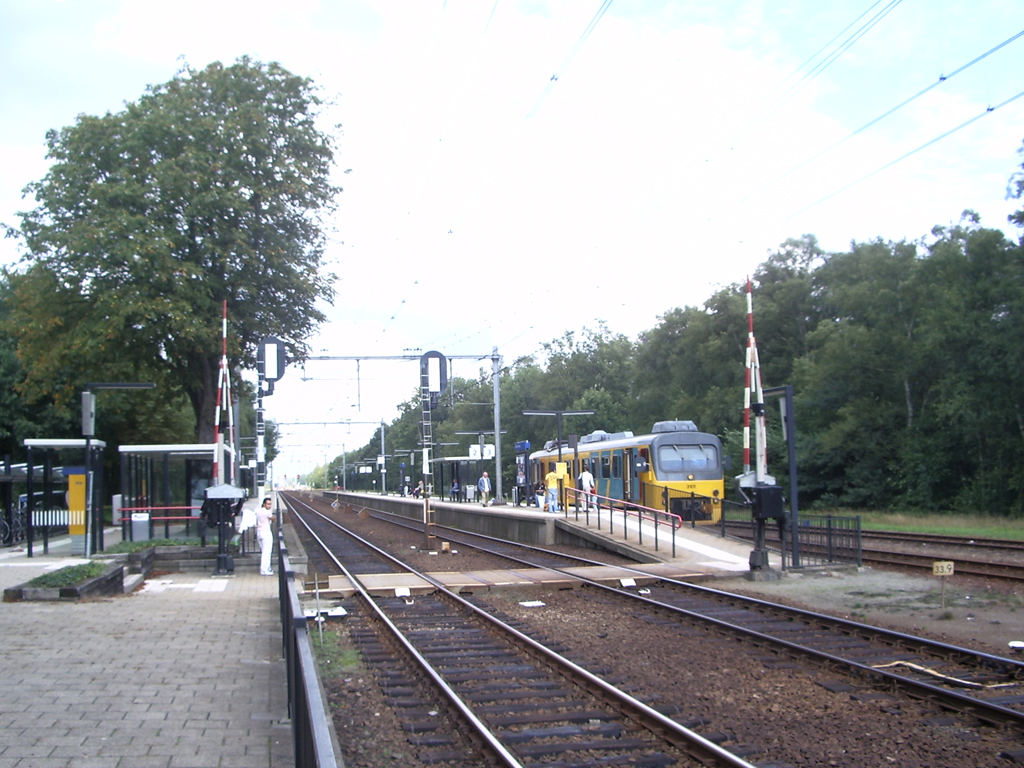
De perrons, met de voormalige stoptrein (Veenexpress) naar Almelo.
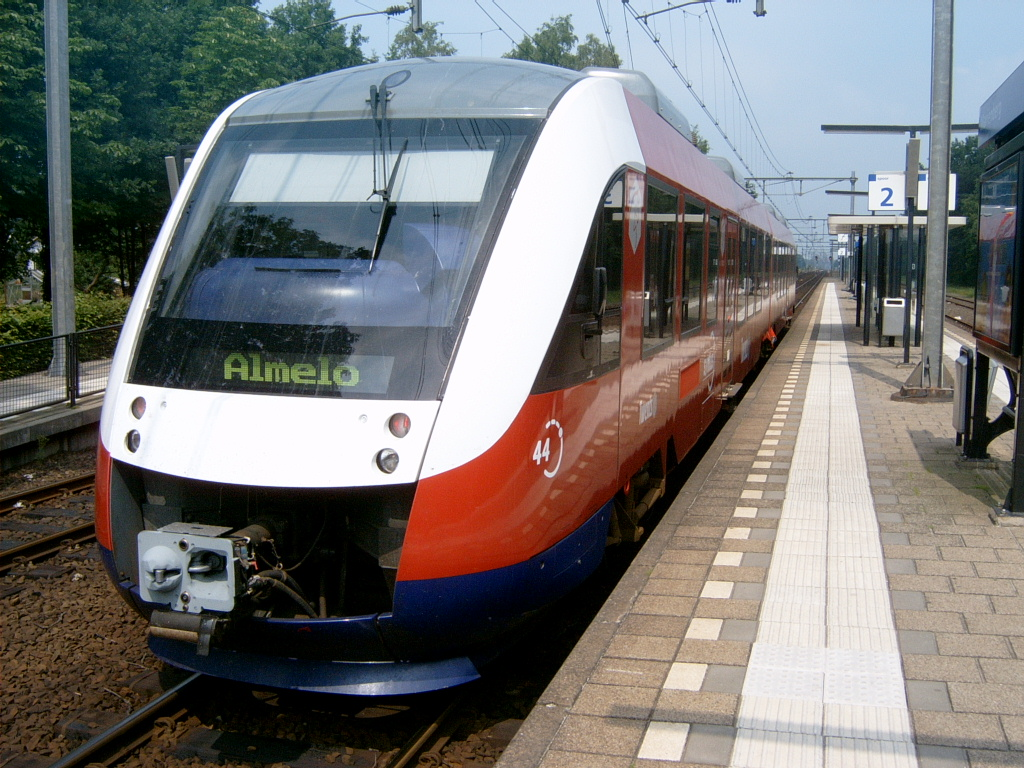
Een rode LINT richting Almelo in Mariënberg.
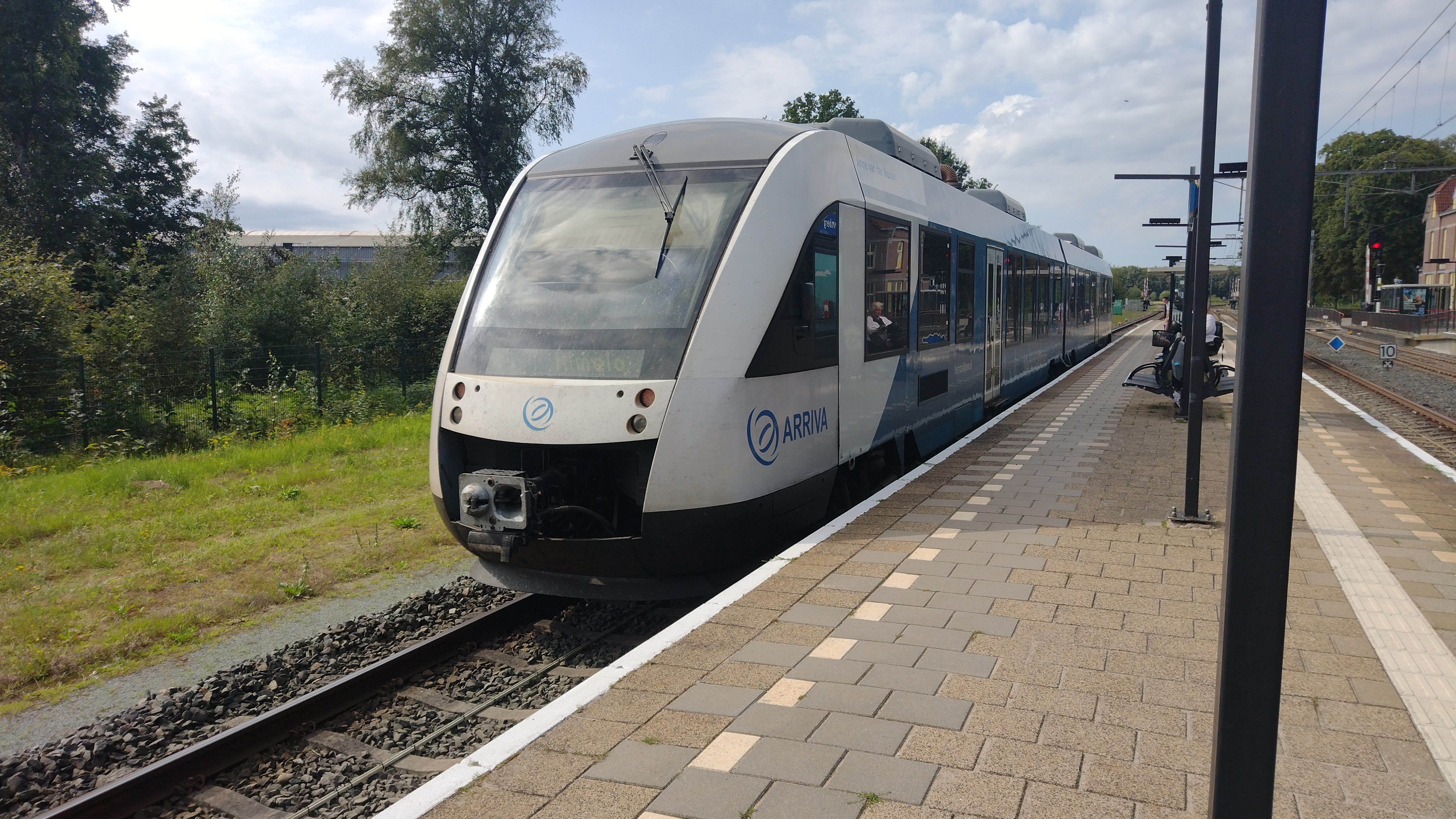
Opnieuw de trein naar Almelo, ditmaal in 2023.
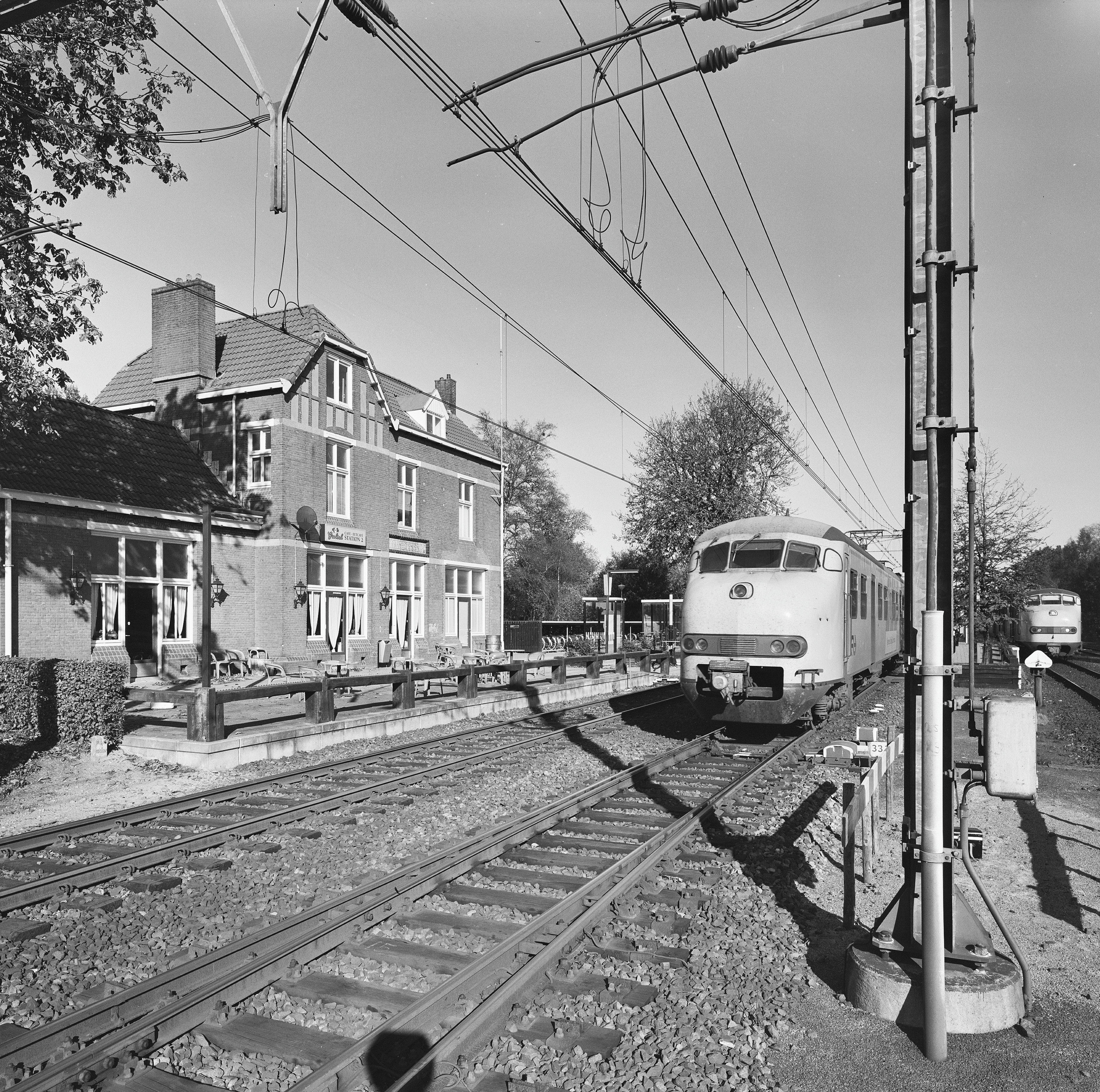
Station Mariënberg met een treinstel Plan V in september 1997.
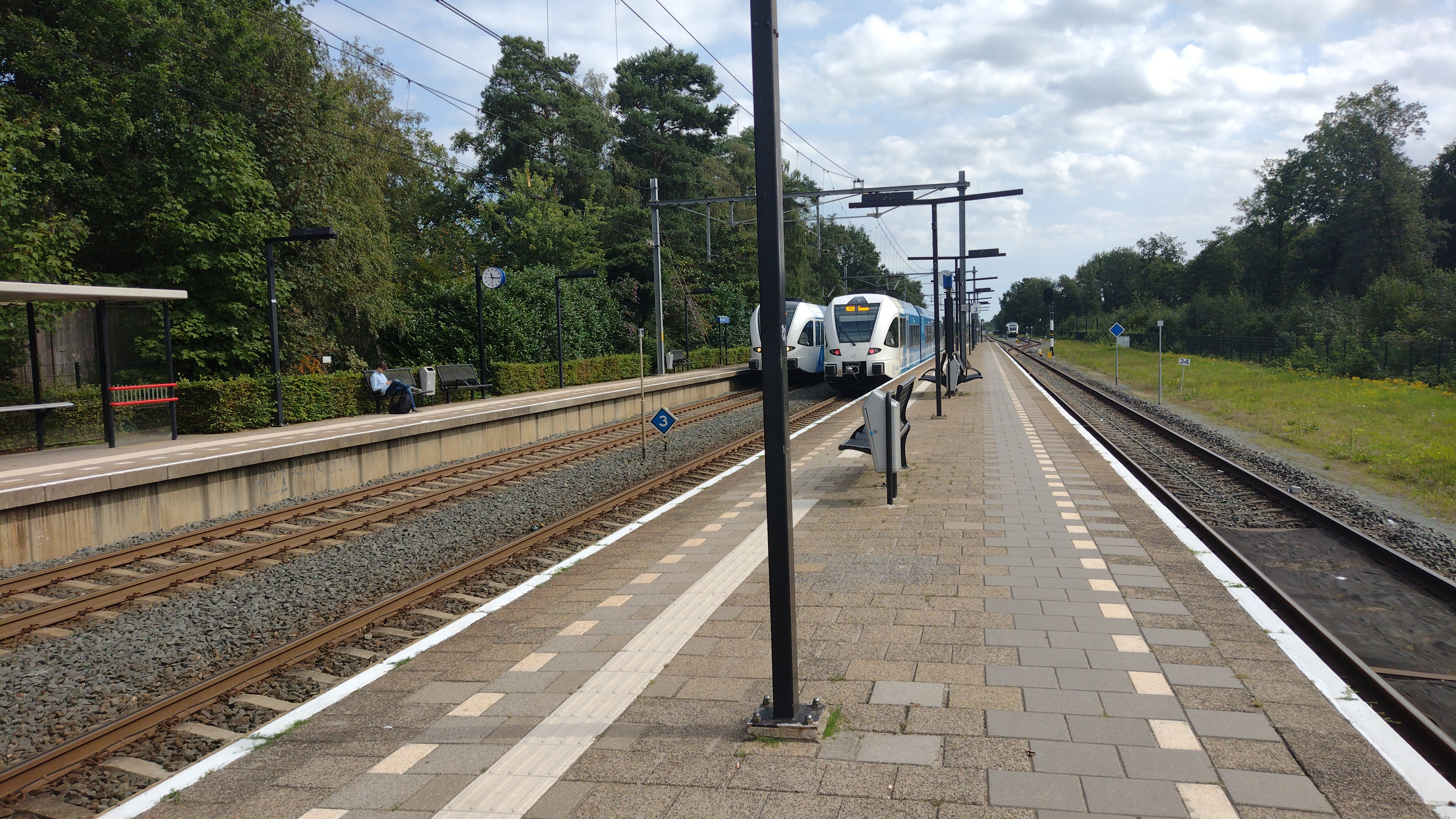
Stadler GTW's richting Zwolle en Emmen passeren elkaar.

0: Zwolle ·
5: Herfte-Veldhoek ·
8: Marshoek-Emmen ·
12: Dalfsen ·
15: Rechteren ·
19: Vilsteren ·
23: Ommen ·
25: Sterkamp ·
29: Junne ·
31: Beerze ·
34: Mariënberg ·
37: Bergentheim ·
Brucht ·
42: Hardenberg ·
45: Baalder-Radewijk ·
48: Gramsbergen ·
50: De Haandrik ·
55: Coevorden ·
59: Dalen ·
62: Dalerveen ·
66: Nieuw Amsterdam ·
70: Emmen Zuid ·
71: Emmen Bargeres ·
72: Zuidbarge ·
75: Emmen ·
79: Weerdinge ·
82: Valthe ·
87: Exloo ·
93: Buinen ·
95: Drouwen ·
100: Gasselternijveen ·
103: Tweede Dwarsdiep ·
107: Stadskanaal
0,0: Mariënberg ·
3,8: Geerdijk ·
6,0: Vroomshoop ·
7,8: Daarlerveen ·
10,1: Westerhoeve ·
12,5: Vriezenveen ·
16,2: Aadorp ·
18,8: Almelo
Almelo · 
-De Riet · 
Borne · 
Daarlerveen · 
Dalfsen · 
Delden · 
Deventer · 
-Colmschate · 
Enschede · 
-De Eschmarke · 
-Kennispark · 
Glanerbrug · 
Goor · 
Gramsbergen · 
Hardenberg · 
Heino · 
Hengelo · 
-Gezondheidspark ·
-Oost · 
Holten · 
Kampen · 
-Zuid ·
Mariënberg · 
Nijverdal · 
Oldenzaal ·
Olst · 
Ommen · 
Raalte ·
Rijssen · 
Steenwijk · 
Vriezenveen · 
Vroomshoop · 
Wierden · 
Wijhe · 
Zwolle · 
-Stadshagen
Stations van de Museum Buurtspoorweg:
Haaksbergen · Zoutindustrie · Boekelo

Voormalige stations: zie de lijst van voormalige spoorwegstations in Overijssel